# Kabeltheorie

Abb. 1: Schematische Darstellung der Widerstände und Kapazitäten an einem Axon.

Die klassische Kabeltheorie versucht, die elektrischen Ströme und die Potentialdifferenzen entlang passiver Nervenfasern (Neuriten), insbesondere entlang von Dendriten, mit Hilfe von mathematischen Modellen zu beschreiben.
Dazu werden die Nervenfasern vereinfachend als eine Aneinanderreihung von gleichartig aufgebauten zylindrischen Segmenten betrachtet. Die Wand jedes dieser Segmente wird durch die Lipiddoppelschicht der Axonmembran gebildet, deren elektrische Eigenschaften sich als die Parallelschaltung eines elektrischen Widerstandes {\displaystyle r_{m}} und eines Kondensators mit der Kapazität {\displaystyle c_{m}} beschreiben lassen. Die Kapazität {\displaystyle c_{m}} der Nervenfaser resultiert aus den elektrostatischen Kräften, die aufgrund ungleicher Ladungsverteilung im Extra- und Intrazellulärraum über die sehr dünne Lipiddoppelschicht der Plasmamembran wirksam sind (siehe Abb. 2).
In Längsrichtung der Nervenfaser besteht durch den Widerstand, den das Zytosol der Bewegung von elektrisch geladenen Teilchen entgegensetzt, der Längswiderstand {\displaystyle r_{l}}.

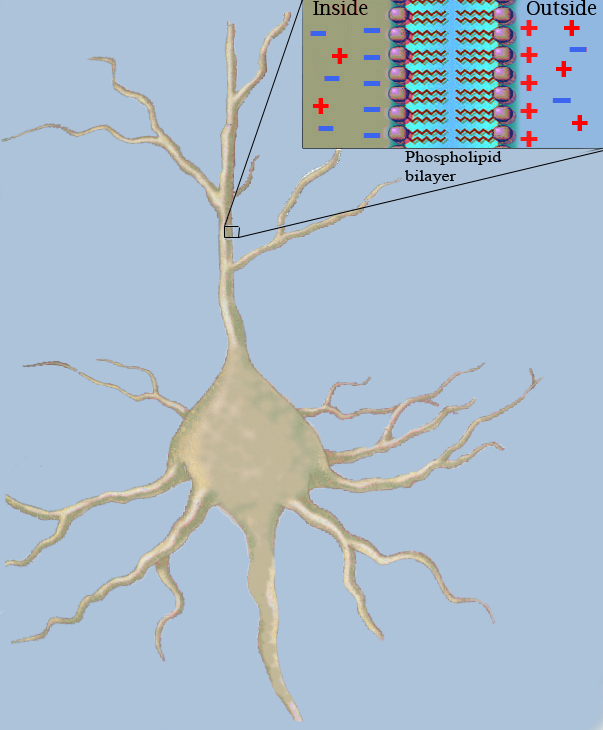
Abb. 2: Membrankapazität

## Geschichte
Die Ursprünge der Kabeltheorie reichen bis in die 1850er Jahre zurück, als William Thomson (später bekannt als Lord Kelvin) damit begann, mathematische Modelle über den Signalabfall in telegrafischen Unterseekabeln zu entwickeln. Diese Modelle besaßen Ähnlichkeit mit den partiellen Differentialgleichungen, die von Fourier dazu benutzt wurden, die Wärmeleitung in Festkörpern zu beschreiben.
Um 1870 war Hermann der Erste, der versuchte, ein Modell des axonalen Elektrotonus' zu entwickeln, wobei er sich an den Analogien zur Wärmeleitung orientierte. Allerdings war es erst J. L. Hoorweg, der 1898 die Ähnlichkeit mit Kelvin's Unterseekabeln entdeckte. In der Folge waren es Hermann und Cremer, die unabhängig voneinander zu Beginn des 20. Jahrhunderts die Kabeltheorie für Nervenfasern entwickelten.
Weitere mathematische Theorien über die Erregungsleitung in Nervenfasern, die auf der Kabeltheorie basierten, wurden von Cole und Hodgkin (1920–1930), Offner u. a. (1940) und Rushton erarbeitet.
Experimentelle Belege für die Wichtigkeit der Kabeltheorie bei der Beschreibung von realen Nervenfasern wurden in den 30er Jahren durch Arbeiten von Cole, Curtis, Hodgkin, Bernard Katz, Rushton, Tasaki und anderen geliefert.
Zwei wichtige Artikel dieser Zeit stammen von Davis und Lorente de No, beziehungsweise Hodgkin und Rushton.
Durch die Weiterentwicklung der Techniken zur Messung von elektrischer Aktivität an einzelnen Nervenfasern in den 50er Jahren erlangte die Kabeltheorie zunehmend Bedeutung bei der Analyse von mit Mikroelektroden intrazellulär abgeleiteten Strömen und Spannungen sowie bei der Untersuchung der elektrischen Eigenschaften neuronaler Dendriten.
Wissenschaftler wie Coombs, Eccles, Fatt, Frank, Fuertos und Andere orientierten sich beim Design neuer Versuche zur Erlangung neuer Erkenntnisse der Funktionsweise von Neuronen nun an der Kabeltheorie.
Später erlaubte die Kabeltheorie mit ihren mathematischen Formeln immer ausgefeiltere Neuronenmodelle, die von Wissenschaftlern wie Rall, Redman, Rinzel, Idan Segev, Tuckwell, Bell, Poznanski and Ianella untersucht wurden.
Verschiedene wichtige Ansätze zur Erweiterung der Kabeltheorie haben in letzter Zeit zum Einsatz von Ionenkanälen und endogener Strukturen geführt, um die Effekte einer unterschiedlichen Verteilung des synaptischen Inputs über die dendritische Oberfläche zu untersuchen.

## Herleitung der Kabelgleichung
Die oben eingeführten Größen {\displaystyle r_{m}} und {\displaystyle c_{m}} werden in Abhängigkeit von der Faserlänge gemessen. Daher besitzt {\displaystyle r_{m}} die Einheit [Ωm] und {\displaystyle c_{m}} Farad pro Meter ([F/m]). Im Gegensatz dazu werden der spezifische Membranwiderstand {\displaystyle R_{m}} und die spezifische Membrankapazität {\displaystyle C_{m}} in Abhängigkeit von der Membranoberfläche gemessen und besitzen die Einheit [Ω m2] bzw. [F/m2].
Ist der Faserradius r, der vereinfachend als konstant angenommen wird, bekannt und der Faserumfang demnach {\displaystyle 2\pi r\ }, so können {\displaystyle r_{m}} und {\displaystyle c_{m}} wie folgt berechnet werden:
{\displaystyle r_{m}={\frac {R_{m}}{2\pi r\ }}}       (1)
{\displaystyle c_{m}=C_{m}\,2\pi r\ }           (2)

Die Gleichungen werden verständlich, wenn man sich klarmacht, dass sich die Membranoberfläche proportional zum Faserumfang verhält: Der Membranwiderstand nimmt mit zunehmendem Faserumfang ab, weil den geladenen Teilchen nun eine größere Fläche zum Durchtritt zur Verfügung steht. Entsprechend nimmt die Membrankapazität zu, weil durch den größeren Faserumfang die Oberfläche des durch die Plasmamembran gebildeten Kondensators zunimmt.
In ähnlicher Weise erlaubt der spezifische Widerstand {\displaystyle \rho _{l}} (Einheit: [Ωm]) des Zytoplasmas die Berechnung des intrazellulären Längswiderstandes {\displaystyle r_{l}} der Faser mit der Einheit [Ω/m]:
{\displaystyle r_{l}={\frac {\rho _{l}}{\pi r^{2}\ }}}       (3)
Um die Herleitung der Kabelgleichung besser zu verstehen, wird die einleitend beschriebene Nervenfaser zunächst noch weiter vereinfacht: es wird im Folgenden angenommen, dass sie eine für geladene Teilchen absolut undurchlässige Plasmamembran besitzt, dass also {\displaystyle r_{m}} unendlich groß ist und daher kein Ladungsverlust nach außen auftritt. Ebenso sei die Membrankapazität null ({\displaystyle c_{m}=0}). Ein Strom, der unter diesen Annahmen, an Position x = 0 in die Nervenfaser injiziert wird, würde entlang dem Innern der Faser unverändert fortlaufen. Mit zunehmender Entfernung vom Ort der Injektion des Stroms kann mit Hilfe des Ohmschen Gesetzes die Änderung der Spannung berechnet werden:
{\displaystyle \Delta V=-i_{l}\,r_{l}\,\Delta x\ }   (4)
Lässt man Δ x gegen null gehen, so erhält man folgende partielle Differentialgleichung:
{\displaystyle {\frac {\partial V}{\partial x}}=-i_{l}\,r_{l}\ }   (5)
oder
{\displaystyle {\frac {1}{r_{l}}}{\frac {\partial V}{\partial x}}=-i_{l}\ }    (6)

Bezieht man nun die Tatsache, dass {\displaystyle r_{m}} nicht unendlich groß ist, wieder mit in die Überlegungen ein, ist dies, als würde man Löcher in einen Gartenschlauch machen. Umso mehr Löcher der Schlauch enthält, desto mehr Wasser wird nach außen verloren gehen und desto weniger Wasser wird einen bestimmten Punkt des Schlauchs erreichen. In ähnlicher Weise wird in der Nervenfaser ein Teil des in Längsrichtung fließenden Stroms durch die Plasmamembran verlorengehen.
Wenn {\displaystyle i_{m}} der Strom ist, der über die Membran pro Faserabschnitt verloren geht, dann ergibt sich die Summe aller Ströme, die entlang von n Abschnitten verlorengehen, zu {\displaystyle n\cdot i_{m}}. Die Stromänderung {\displaystyle \Delta i} im Zytoplasma nach Zurücklegen der Strecke {\displaystyle \Delta x} kann daher geschrieben werden als
{\displaystyle \Delta i_{l}=-i_{m}\,\Delta x\ }    (7)
bzw.
{\displaystyle {\frac {\partial i_{l}}{\partial x}}=-i_{m}\ }  (8)

Unter Berücksichtigung, dass die Kapazität {\displaystyle c_{m}} nicht null ist, kann {\displaystyle i_{m}} mit Hilfe einer weiteren Formel ausgedrückt werden. Die Kapazität {\displaystyle c_{m}} erzeugt im Zytoplasma einen Ladungsfluss in Richtung zur Membran, der üblicherweise als Verschiebungsstrom bezeichnet wird und im Folgenden als {\displaystyle i_{c}} geschrieben wird. Dieser Strom wird nur fließen, solange die Membranspannung ihren Endwert nicht erreicht hat. {\displaystyle i_{m}} kann dann ausgedrückt werden als:
{\displaystyle i_{c}=c_{m}\,{\frac {\partial V}{\partial t}}\ }   (9)
wobei {\displaystyle {\partial V}/{\partial t}} die Potentialänderung in Abhängigkeit von der Zeit beschreibt. Der Strom {\displaystyle i_{r}}, der über die Membran fließt, errechnet sich gemäß dem Ohmschen Gesetz wie folgt:
{\displaystyle i_{r}={\frac {V}{r_{m}}}}  (10)

Weil weiter gilt, dass {\displaystyle i_{m}=i_{r}+i_{c}}, ergibt sich für {\displaystyle i_{m}}:
{\displaystyle {\frac {\partial i_{l}}{\partial x}}=-i_{m}=-({\frac {V}{r_{m}}}+c_{m}\,{\frac {\partial V}{\partial t}})}   (11)
{\displaystyle {\partial i_{l}}/{\partial x}} gibt dabei die Änderung des in longitudinaler Richtung fließenden Stroms pro Faserabschnitt an.

Durch Einsetzen von Gleichung (6) in (11) erhalten wir als erste Version der Kabelgleichung folgende partielle Differentialgleichung zweiter Ordnung:
{\displaystyle {\frac {1}{r_{l}}}{\frac {\partial ^{2}V}{\partial x^{2}}}=c_{m}\,{\frac {\partial V}{\partial t}}+{\frac {V}{r_{m}}}}  (12)

Durch Umstellung von Gleichung (12) (siehe unten) erhält man zwei wichtige Größen, nämlich die Membranlängskonstante {\displaystyle \lambda } und die Membranzeitkonstante {\displaystyle \tau }, die in den nächsten Abschnitten näher beschrieben werden.

## Membranlängskonstante
Die Membranlängskonstante {\displaystyle \lambda } mit der Einheit {\displaystyle m} ist ein Parameter, der angibt, wie weit sich ein Strom entlang dem Innern der Nervenfaser ausbreiten und damit die Spannung entlang dieser Strecke beeinflussen wird. Je größer {\displaystyle \lambda }, desto weiter breitet sich der Strom aus.
Aus dem Membranwiderstand {\displaystyle r_{m}} und dem Längswiderstand {\displaystyle r_{l}} errechnet sich die Längskonstante folgendermaßen:
{\displaystyle \lambda ={\sqrt {\frac {r_{m}}{r_{l}}}}}    (13)

Je größer der Membranwiderstand {\displaystyle r_{m}}, desto mehr Strom verbleibt im Zytosol, um entlang der Nervenfaser zu wandern, was zu einer Vergrößerung der Membranlängskonstante führt. Gleiches gilt für eine Verringerung des Längswiderstandes {\displaystyle r_{l}}, denn es ist nun einfacher für die Ladungsträger, sich entlang der Nervenfaser zu bewegen.
Löst man Gleichung (12), kommt man zu folgender Gleichung, die für einen stabilen Zustand gültig ist, zum Beispiel wenn die Zeit t gegen unendlich geht:
{\displaystyle V_{x}=V_{0}\,e^{-{\frac {x}{\lambda }}}}    (14)
{\displaystyle V_{0}} ist hierbei die Potentialdifferenz über der Plasmamembran an der Stelle {\displaystyle x=0} (Ort der Strominjektion), "e" die eulersche Zahl und {\displaystyle V_{x}} die Potentialdifferenz in der Entfernung "x" vom Ort der Strominjektion. Ist {\displaystyle x=\lambda }, dann gilt:
{\displaystyle {\frac {x}{\lambda }}=1}    (15)
und
{\displaystyle V_{x}={\frac {V_{0}}{e}}}    (16)
Wird die Potentialdifferenz {\displaystyle V} in der Entfernung {\displaystyle x=\lambda } von {\displaystyle x=0} gemessen, erhält man
{\displaystyle V_{\lambda }={\frac {V_{0}}{e}}=0,368\,V_{0}}  (17)
Daraus folgt, dass {\displaystyle V_{\lambda }} immer 36,8 Prozent von {\displaystyle V_{0}} beträgt. Die Membranlängskonstante gibt folglich genau jene Strecke in Metern an, an der die Potentialdifferenz auf 36,8 Prozent von {\displaystyle V_{0}} abgefallen ist.

## Membranzeitkonstante
Neurobiologen sind häufig daran interessiert zu wissen, wie schnell sich das Membranpotential {\displaystyle V_{m}} einer Nervenfaser als Reaktion auf eine Änderung des Stroms, der in das Zytosol injiziert wird, ändert. Beschrieben wird diese Geschwindigkeit mit Hilfe der sogen. „Membranzeitkonstante“ {\displaystyle \tau }, die die Zeit in Sekunden angibt, nach der die Amplitude der Potentialdifferenz auf {\displaystyle 1/e\approx 36,8\%} des Ausgangswertes gesunken bzw. die Zeit in der das Membranpotential auf {\displaystyle 1-1/e\approx 63,2\%} des Maximalwerts angestiegen ist. Die Membranzeitkonstante ist damit ein direktes Maß für die Geschwindigkeit der Potentialänderung, das sich wie folgt unter Verwendung des Membranwiderstands und der Membrankapazität errechnen lässt:
{\displaystyle \tau =R_{m}\cdot C_{m}\ }   (18)

## Kabelgleichung mit Membranlängs- und zeitkonstante
Multipliziert man Gleichung (12) auf beiden Seiten mit {\displaystyle r_{m}} ergibt sich:
{\displaystyle {\frac {r_{m}}{r_{l}}}{\frac {\partial ^{2}V}{\partial x^{2}}}=c_{m}\,r_{m}\,{\frac {\partial V}{\partial t}}+V}    (19)
Ersetzt man nun {\displaystyle {\frac {r_{m}}{r_{l}}}} durch {\displaystyle \lambda ^{2}} und {\displaystyle r_{m}\cdot c_{m}} durch {\displaystyle \tau } erhält man die vielleicht bekannteste Form der Kabelgleichung:
{\displaystyle \lambda ^{2}\,{\frac {\partial ^{2}V}{\partial x^{2}}}=\tau \,{\frac {\partial V}{\partial t}}+V}    (20)